# Hôtel de Villeroy (Paris, 7. Arrondissement)

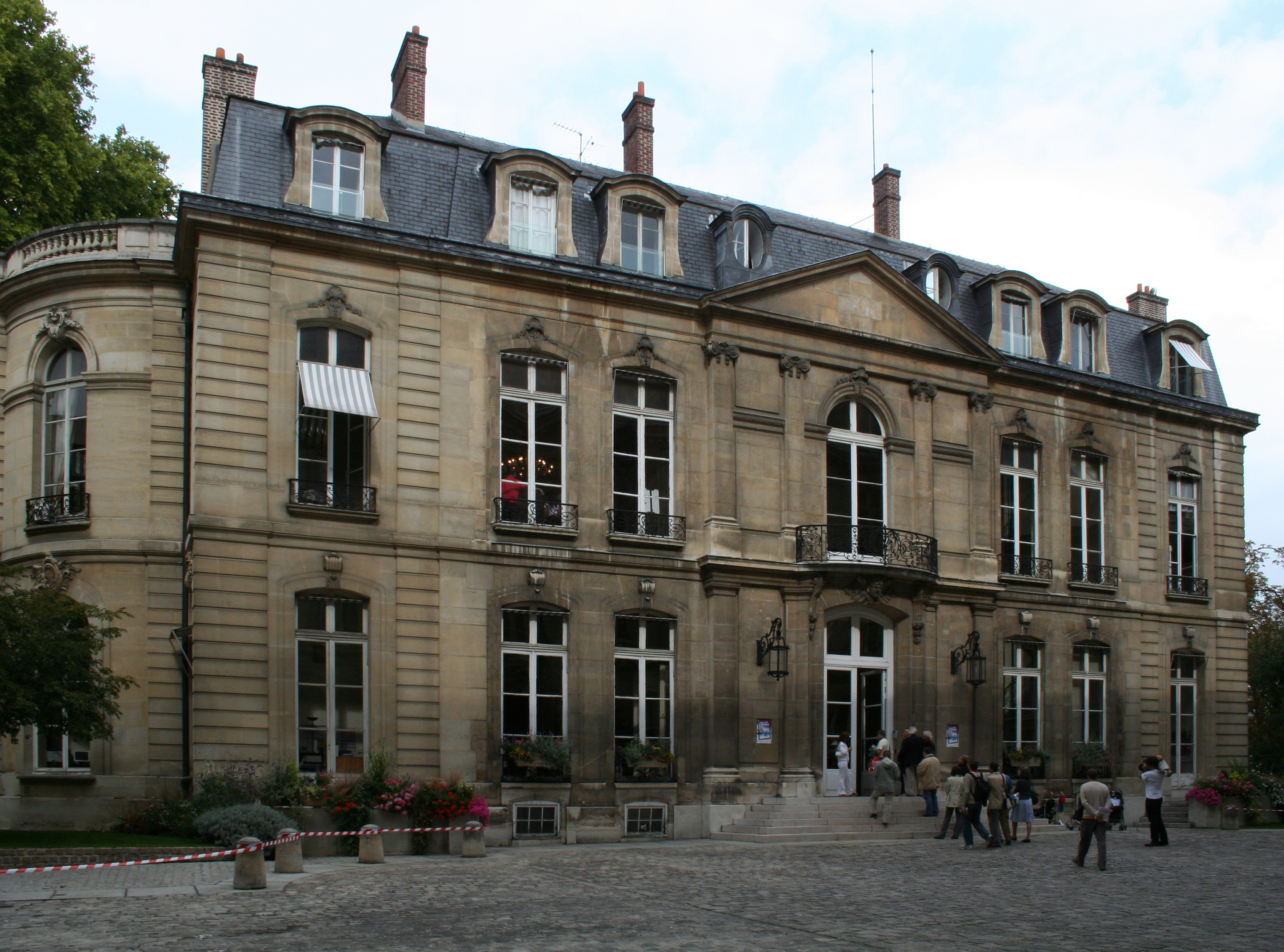
Hoffassade des Hôtel de Villeroy

Das Hôtel de Villeroy ist ein Hôtel particulier aus dem 18. Jahrhundert, das (unter einem anderen Namen) auf Initiative von Antoine Hogguer de Saint-Gall, Baron de Presles, für seine Geliebte, die Schauspielerin Charlotte Desmares, Sociétaire de la Comédie-Française, gebaut wurde. Es befindet sich in der Rue de Varenne 78 im 7. Arrondissement von Paris, nicht weit vom Hôtel Matignon entfernt, das an derselben Straße liegt. Seit 1881 beherbergt es das französische Ministerium für Landwirtschaft und Ernährung.

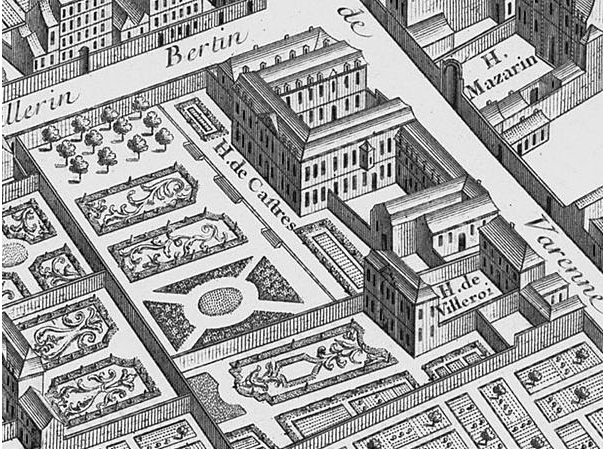
Das Hôtel de Villeroy auf einem Stadtplan von Turgot von 1737

## Geschichte
Das Hôtel wurde zwischen 1713 und 1724 vom französischen Architekten François Debias-Aubry für den Schweizer Bankier Antoine Hogguer gebaut. Er bot es sofort seiner Geliebten, der Schauspielerin Charlotte Desmares, an. Das Duo ließ vom selben Architekten auch die Folie Desmares in Châtillon errichten. Im Jahr 1726 verließ der bankrotte Baron mit der Schauspielerin Paris, ließ sich in Saint-Germain-en-Laye nieder und vermietete sein Hôtel an die Republik der Vereinigten Niederlande und dann an England, die es zu ihren jeweiligen Botschaften machten.
1735 wurde das Hôtel an François-Louis de Neufville, Duc de Villeroy verkauft. Dieser führte im Jahr 1746 eine umfangreiche Baukampagne zur Erweiterung des Hôtels durch, insbesondere durch einen runden Salon im Westen, die vom französischen Architekten Jean-Baptiste Leroux geplant wurde.
Als der Herzog 1766 starb, erbte sein Neffe Gabriel Louis das Hôtel und verbrachte seine Zeit damit, dort zahlreiche Feste zu organisieren. Er empfing dort den dänischen König Christian VII. und ließ dort sogar ein kleines Theater errichten, das inzwischen verschwunden ist.
1768 verkaufte er das Anwesen an René-Mans de Froulay, Comte de Tessé, den Premier Écuyer der Königin Maria Leszczyńska, der dort die Pferdeställe der Königin integrieren wollte. Da die Planung kein Ende fand, beherbergte das Hôtel im Jahr 1780 kurzzeitig die Klavierfabrik Érard.
Im Jahr 1790 wurde der Graf ins Exil gezwungen, 1794 wurde das Hôtel als Nationalgut beschlagnahmt, verkauft und dann vom Staat zur Zeit des Direktoriums zurückgekauft, das dort die militärische Gesundheitsinspektion (Inspection de santé militaire) einrichtete. Im Jahr 1800 kehrte der Graf in sein Hôtel zurück und wohnte dort bis 1805, als die Armee die Gebäude erneut in Beschlag nahm.
Zwischen 1823 und 1827 beherbergte das Hôtel die École d’application du Corps royal d’état-major und anschließend die Generaldirektion der Ponts et Chaussées. Im Jahr 1831 war das Hôtel de Villeroy die offizielle Residenz des Ministre du Commerce, des Travaux publics et de l’Agriculture und ab 1851 die des Ministre de la Police générale, dann der Präsident des Conseil d’État und wurde dann erneut zum Sitz des Ministeriums für Handel und Industrie. Das Hôtel wurde 1881 unter Präsident Jules Grévy offiziell zum Landwirtschaftsministerium.

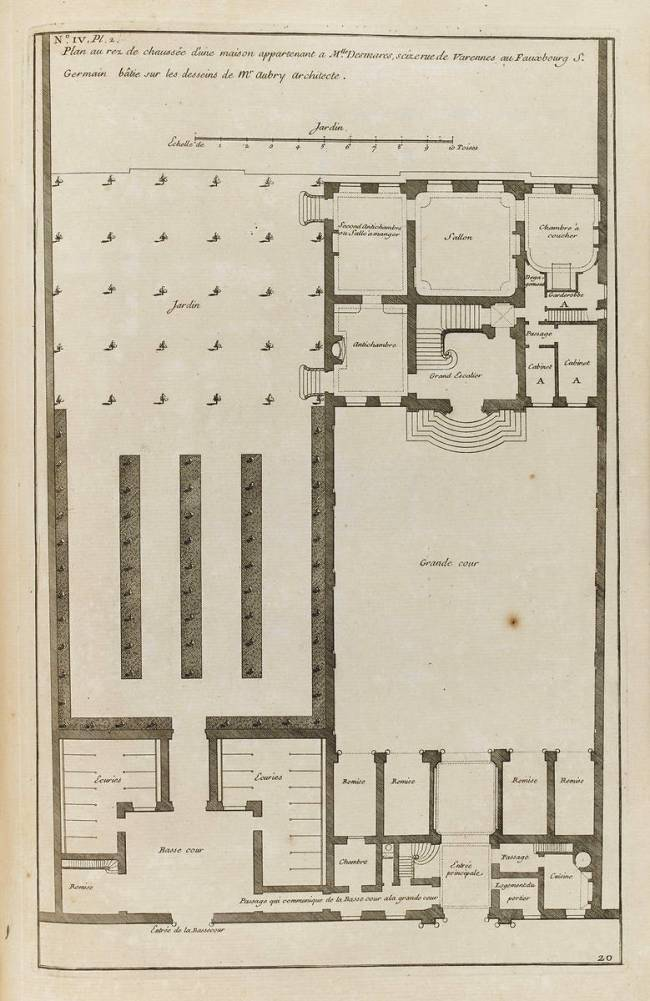
Hôtel de Villeroy – Originalzustand

## Beschreibung
Das ursprüngliche, von François Debias-Aubry entworfene Hôtel besteht aus einem Vordergebäude entlang der Rue de Varenne, in dem sich dann die Nebengebäude, Ställe und zahlreiche Schuppen befinden, sowie einem Haupthaus, das durch einen Ehrenhof getrennt ist. Dieses Haus ist viel kleiner als heute und besteht nur aus fünf Fensterfeldern. Über die Ostfassade gelangte man dann in den Garten, der durch eine Sichtschutzwand vom Innenhof getrennt ist.
Im Jahr 1746 wurde das Hôtel um einen Erker nach Osten erweitert. Zudem wurde eine Halbrotunde mit einem ovalen Salon, um einen majestätischeren Zugang zu den Gärten zu ermöglichen. Im selben Jahr wurde ein benachbartes Grundstück erworben, mit dem Ziel, die Nebengebäude des Hôtels mit Blick auf die Rue de Varenne zu erweitern. Die Sichtschutzmauer wurde teilweise abgerissen und durch einen Flügel ersetzt, der das Hôtel mit seinen Nebengebäuden verbindet.

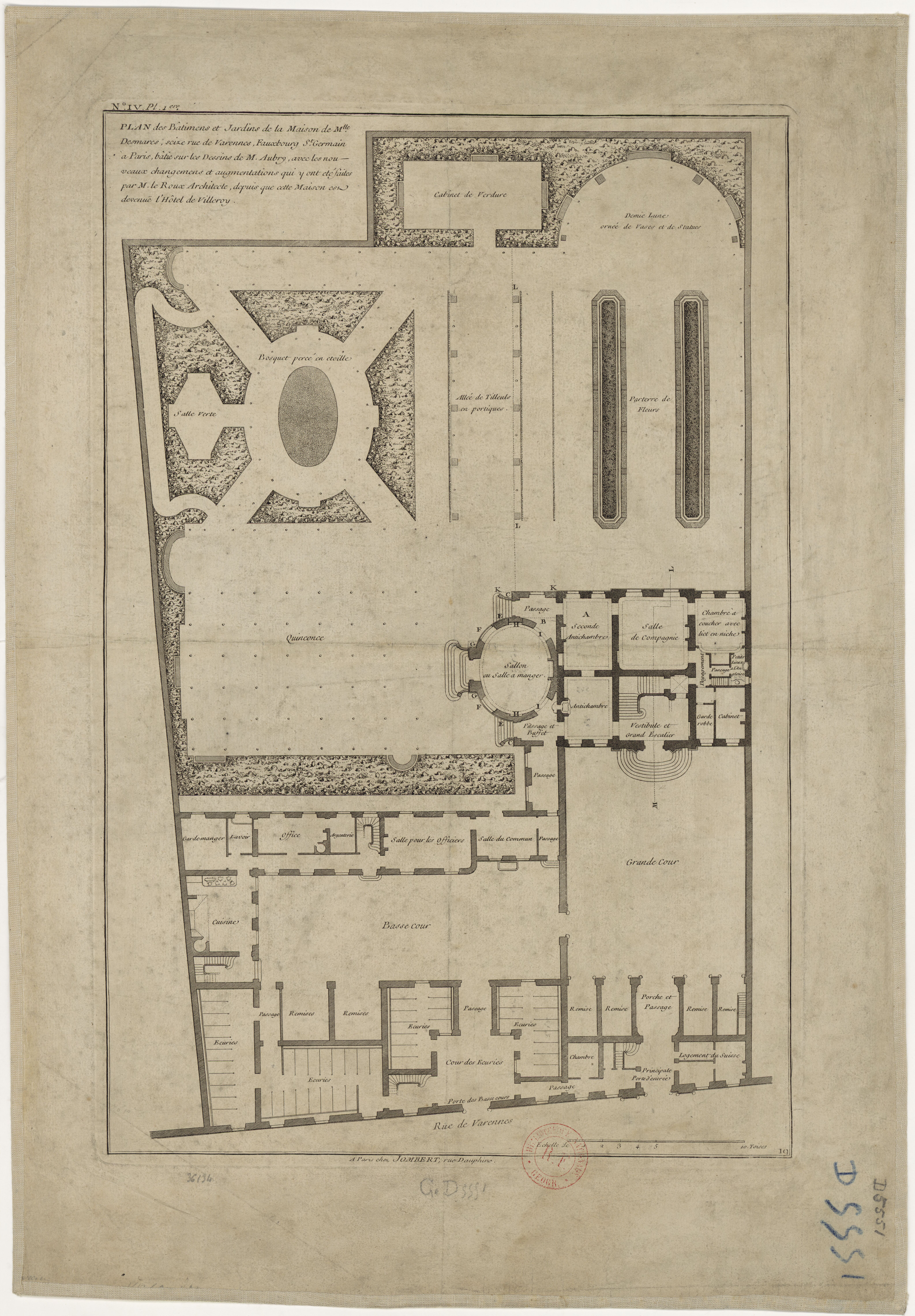
Hôtel de Villeroy – Zustand 1746 (nach den Umbauten)

Im Zweiten Kaiserreich war der Architekt Emmanuel Brune für die Renovierung und Erweiterung der alten Nebengebäude verantwortlich, die schließlich abgerissen und 1881 durch die heutigen Gebäude ersetzt wurden, weiterhin unter der Leitung Brunes. Im Jahr 1930 wurde eine neue und letzte große Baukampagne gestartet. Zusätzlich zur allgemeinen Renovierung der Gebäude wurde das kleine benachbarte Hôtel de Castries abgerissen und dann aus Symmetriegründen das Hôtel im Westen mit der gleichen Fassade wie im Osten versehen.

## Denkmalschutz
Das Hôtel steht aufgrund seiner Fassaden und Dächer von Gebäuden aus dem 19. Jahrhundert, die vom Architekten Emmanuel Brune entworfen wurden, seit dem 10. Februar 1994 unter Denkmalschutz, ebenso wie das gesamte alte Wohnhaus aus dem 18. Jahrhundert.